# Aleksandar Stevanović
Aleksandar Stevanović (ur. 16 lutego 1992 w Essen) – serbski piłkarz, urodzony w Niemczech. Obecnie gra w Werderze Brema, razem ze swoim starszym bratem, Predragiem.

## Kariera

### Schalke
Karierę rozpoczął w młodzieżowym zespole FC Schalke 04. W lidze drużyn juniorskich zagrał 19 spotkań i trafił 11 goli.

### Werder Brema
23 czerwca 2011 roku dołączył do Werderu Brema.